# Leptocereus paniculatus
Leptocereus paniculatus là một loài thực vật có hoa trong họ Cactaceae. Loài này được (Lam.) D.R. Hunt mô tả khoa học đầu tiên năm 1991.